# 百万枚突破!!!
『百万枚突破!!!』(ひゃくまんまいとっぱ!!!)は、スムルースの3枚目のスタジオ・アルバム。

## 収録曲
全作詞作曲:徳田憲治、編曲:スムルース (#1,3,6-8,13)、スムルース&石田ショーキチ (#2,4-5,9-12)
1. 幸福メダル (4:41)
2. アンニュイ長距離テレフォンガール (4:02)
7thシングルの2曲目。
3. 月下美人〜つじあやのさんと (3:21)
つじあやのがボーカルとウクレレで参加。
4. ムーディー・ムーン・ダンス (7:14)
8thシングル。
5. ロスト イン 宇宙 (3:20)
7thシングルの1曲目。
6. 無念無想3 (4:48)
ほぼインストゥルメンタルの楽曲。歌詞は「何度でも」のみだが、歌詞カードには、歌詞が載っていない。
7. おじぎ美人 (4:52)
8. 四の五の父さん (その後の父さん) (3:54)
9. 背負い込メンズ (4:03)
10. リリックトリガー (5:13)
6thシングル。
11. 想い斬り煮っ転がし (1:56)
12. 大器晩成マグマ (4:17)
13. 決めの言葉 (4:06)